# هيلين سكوت هاي
هيلين سكوت هاي (بالإنجليزية: Helen Scott Hay)‏ هي ممرضة أمريكية، ولدت في 6 يناير 1869 في مقاطعة كارول في الولايات المتحدة، وتوفيت في 25 نوفمبر 1932 في سافانا في الولايات المتحدة.